# زلمکه
زلمکه (به آلمانی: Sellmecke) یک منطقهٔ مسکونی در آلمان است که در اشمالنبرگ واقع شده‌است. زلمکه ۱۹ نفر جمعیت دارد.